# شهرستان کامبا
شهرستان کامبا (به لاتین: Kamba County) یک منطقهٔ مسکونی در چین است که در شیگاتسه واقع شده‌است.